# Sabri Hamiti
Sabri Hamiti (ur. 10 maja 1950 roku w Dumnicy koło Podujeva w Kosowie) – kosowski poeta, pisarz i dramaturg.

## Życiorys
W 1972 roku ukończył studia z zakresu języka i literatury albańskiej na uniwersytecie w Prisztinie. Studia z zakresu literatur porównawczych odbył w Zagrzebiu i w paryskiej Ecole Practique des Hautes Etudes. Tam też uległ fascynacji francuskim strukturalizmem. Pracę doktorską pt. Hivzi Sulejmani - twórczość literacka obronił w 1987 na uniwersytecie w Prisztinie. 
W 1989 zaangażował się w działalność polityczną, pod wpływem Ibrahima Rugovy. Od 1992 pięciokrotnie wybierany do  Zgromadzenia Kosowa; stanął na czele Komisji Spraw Zagranicznych. Od 2008 członek zwyczajny Akademii Nauk i Sztuk Kosowa. W 2023 został wybrany członkiem zagranicznym Akademii Nauk Albanii.
Pierwsze utwory publikował z początkiem lat 70. Jest autorem tomików poezji, opowiadań, dramatów, a także prac z zakresu krytyki literackiej i podręczników do literatury albańskiej. Pracuje jako redaktor w jednym z wydawnictw w Prisztinie. W 2010 został odznaczony Orderem Skanderbega.
Jest żonaty, ma dwoje dzieci.

## Twórczość

### Tomiki poetyckie
- Njeriu vdes i ri, 1972 (Człowiek umiera młodo)
- Faqe e fund, 1973 (Ostatnia strona)
- Thikë harrimi, 1975. (Nóż zapomnienia)
- Trungu ilir, 1979. (Drzewo Ilirów)
- Leja e njohtimit, 1985. (Dokument tożsamości)
- Lind një fjalë, 1986
- Kaosmos, 1990.
- ABC Albetare për fëmijë të rritur, 1994.
- Melankolia, 1999. (Melancholia)
- Sympathia, 2004. (Sympatia)
- Lulet e egra, 2006. (Dzikie kwiaty)
- Litota: poezi të zgjedhura, 2007.
- Kukuta e Sokratit, 2018.
- Prishtina mon amour, 2025

### Proza
- Njëqind vjet vetmi, 1976 (Zaledwie sto lat, powieść)

### Dramat
- Futa, 1988
- Misioni, 1997 (tłum. franc., Paryż 2007)
- Pasioni, 2023
- Maja, 2025

### Krytyka literacka
- Variante: sprova për një poetikë, 1974
- Arti i leximit: sprova për një poetikë, 1983
- Vetëdija letrare (Świadomość literacka), 1989
- Faik Konica, jam unë (To ja, Faik Konica), 1994
- Lasgushi qindvjeçar (Sto lat Lasgusha), 1999
- Poetika shqipe, 2010
- Utopia letrare (Utopia literacka), 2013
- Enigma e poezisë (Zagadka poezji), 2021
- Stilografia, 2022
- The Literary Canon, 2025

### Biografie
- 1994: Faik Konica, jam unë
- 2013: Zef Pllumi
- 2016: Ndre Mjedja
- 2017: Anton Pashku
- 2020: Át Gjergj Fishta
- 2020: Naim Frashëri

## Tłumaczenia polskie
- Vdekja e Don Kishotit të ri (Śmierć młodego Don Kichota); Miqtë (Przyjaciele), [w:] Tylko Itaka pozostanie. Antologia poezji albańskiej i polskiej XX w., opr. M.Saneja, Warszawa 1993, s.104-107.
- Pejzaż miejski, Śmierć młodego Don Kichota, Literatura na świecie 1989/7.